# Jenny Fischer (Schriftstellerin)
Jenny Fischer (* 10. Juni 1843 in Westen, Königreich Hannover; † 23. Dezember 1919 in Hannover) war eine deutsche Schriftstellerin. Sie veröffentlichte unter dem Pseudonym Jenny Bach, aber wurde auch gedruckt als Jenny Bach (Fischer) oder Jenny Fischer-Bach.

## Leben

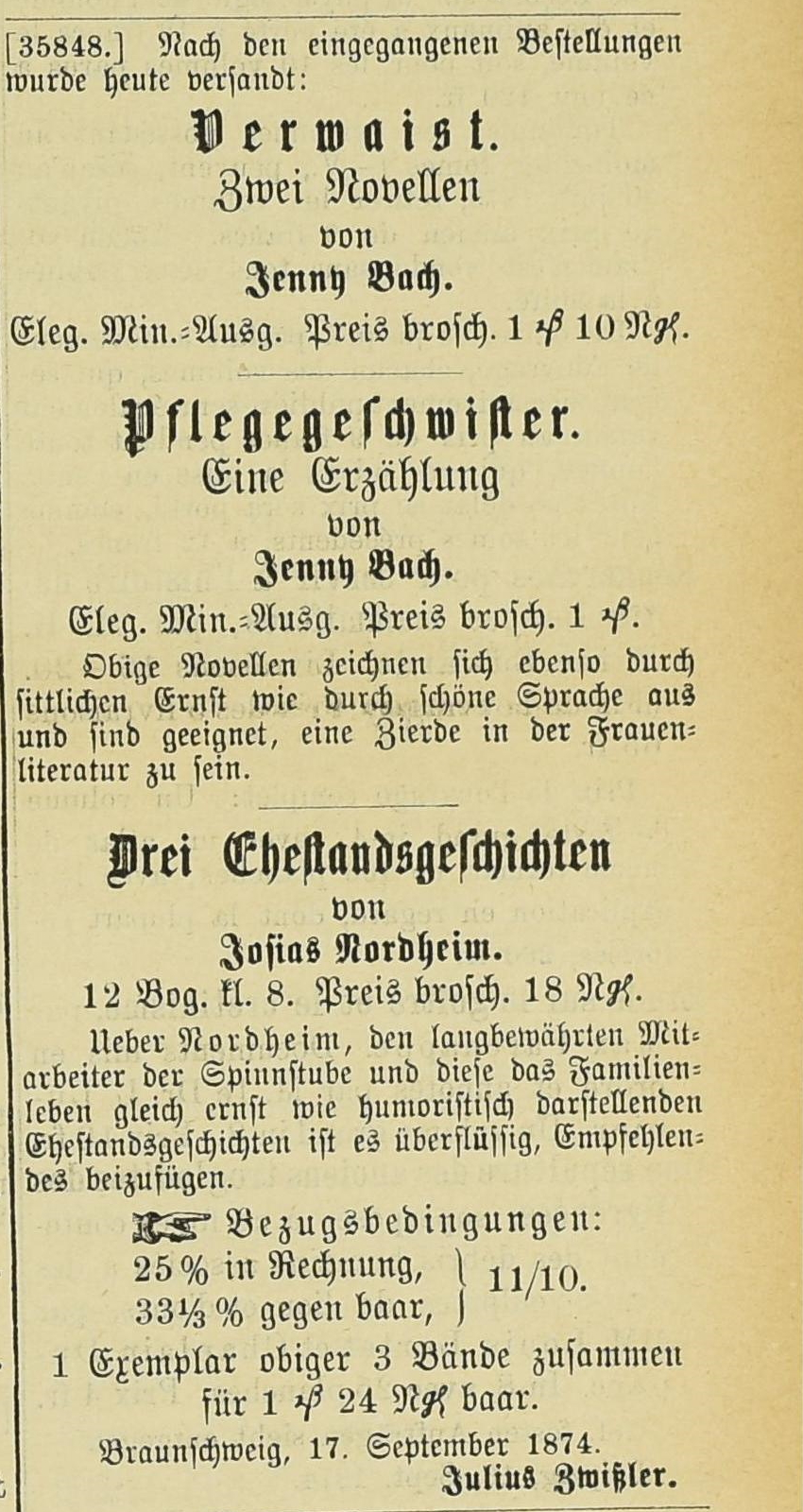
Anzeige für drei neue Bücher des Verlegers Julius Zwißler im Jahr 1874, darunter zwei Titel von Jenny Bach.

Sie wurde 1843 als jüngste von  sechs Töchtern eines Pastors und späteren Superintendenten, wohnhaft in Limmer, geboren. Sie lebte anfangs vermutlich im Ort Westen südlich von Verden. Später besuchte sie von Hainholz aus, wohin ihr Vater nun versetzt worden war, die höhere Töchterschule in Hannover. Sie begann mit 20 Jahren zu schreiben und lebte offenbar bei ihrem Vater.
Erst ab 1874 veröffentlichte sie erstmals als Schriftstellerin und unter dem Pseudonym Jenny Bach, Erzählungen, Märchen und Novellen. Ihr Hauptverleger Julius Zwißler annoncierte am 27. September 1874 im Börsenblatt für den deutschen Buchhandel zwei Titel von Jenny Bach als Neuerscheinungen: Pflegegeschwister (Zwei Novellen) und Verwaist (Eine Erzählung). Dazu schreibt er, beide Buchtitel kurz als Novellen zusammenfassend: „Obige Novellen zeichnen sich ebenso durch sittlichen Ernst wie durch schöne Sprache aus und sind geeignet eine Zierde in der Frauenliteratur zu sein.“ Es gibt eine Besprechung zu der frühen Jenny-Bach-Publikation von 1874, Frühlingsblumen, die ihren, offenbar religiös geprägten, Schreibstil näherbringt:

„Sie blickt mit poetischem Auge in die schöne Gotteswelt und versteht es besonders, das ländliche Stillleben sowie die Idylle in Wald und Feld auf anmuthige Weise zu schildern. Aus den ersten beiden Novellen: 'Himmelsschlüssel' und 'Schneeglöckchen' spricht ein frommer, christlicher Sinn; nur wäre es schon der Abwechslung wegen wünschenswerth gewesen, daß die Verfasserin nicht in der ersten eine Gottesleugnerin und in der zweiten wiederum einen Gottesleugner als Hauptperson hätte auftreten lassen. W. K.“

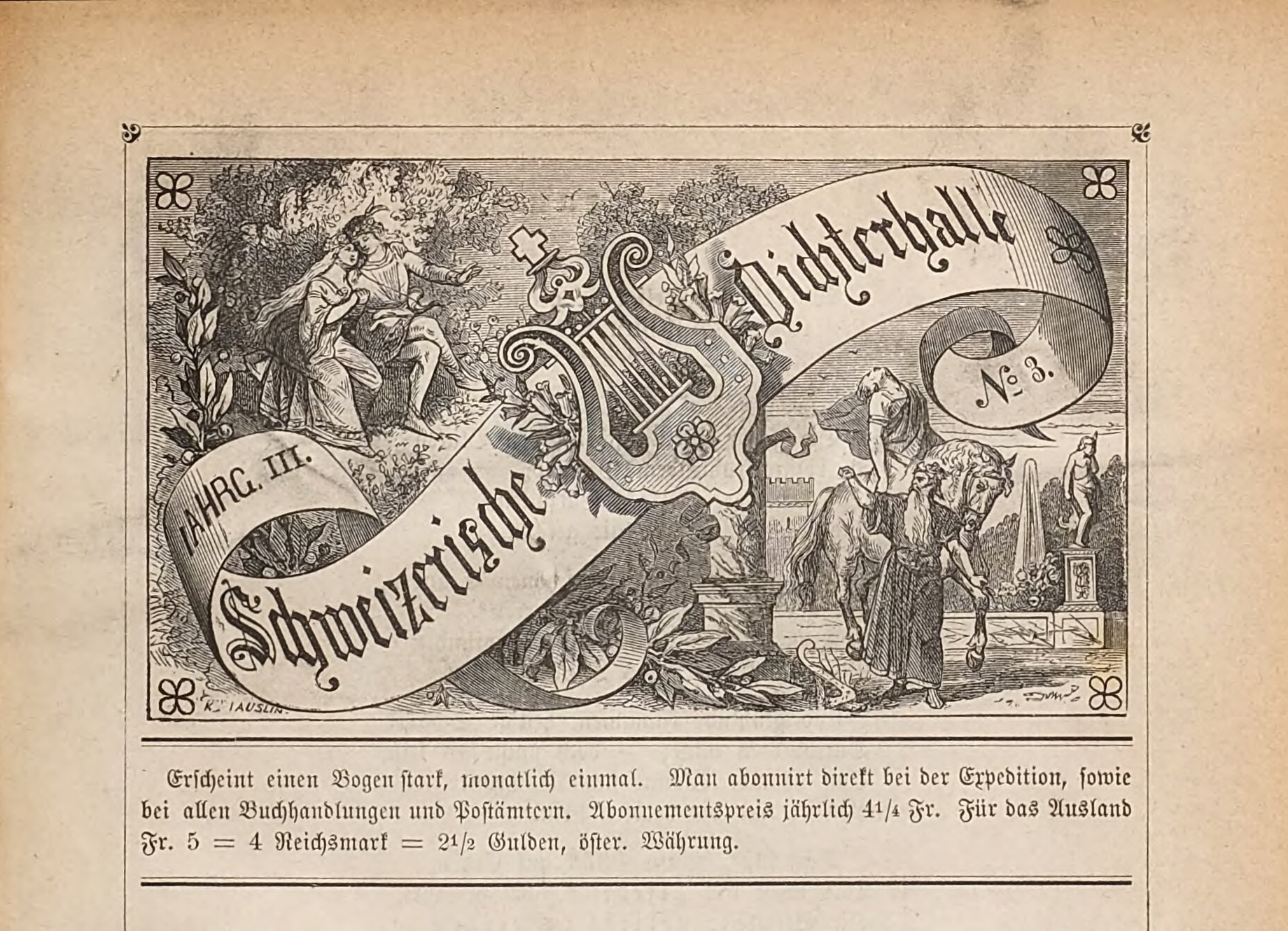
Zeitschrift Schweizerische Dichterhalle, hier Nummer 3, Jg. 3, 1877/1878. Das Haideröslein von Jenny Bach wird darin abgedruckt, der erste Teil. Der Schluss folgte im nächsten Heft.

In einer Augsburger Zeitung findet sich Anfang 1875 eine kurze Literaturkritik zur anderen frühen Jenny-Bach-Publikation von 1874, Die Pflegegeschwister.

„Die leise stille Entwicklung der treuen geschwisterlichen zu einer bräutlichen Liebe wird hier mit feinen zarten Zügen aufs anziehendste geschildert.“

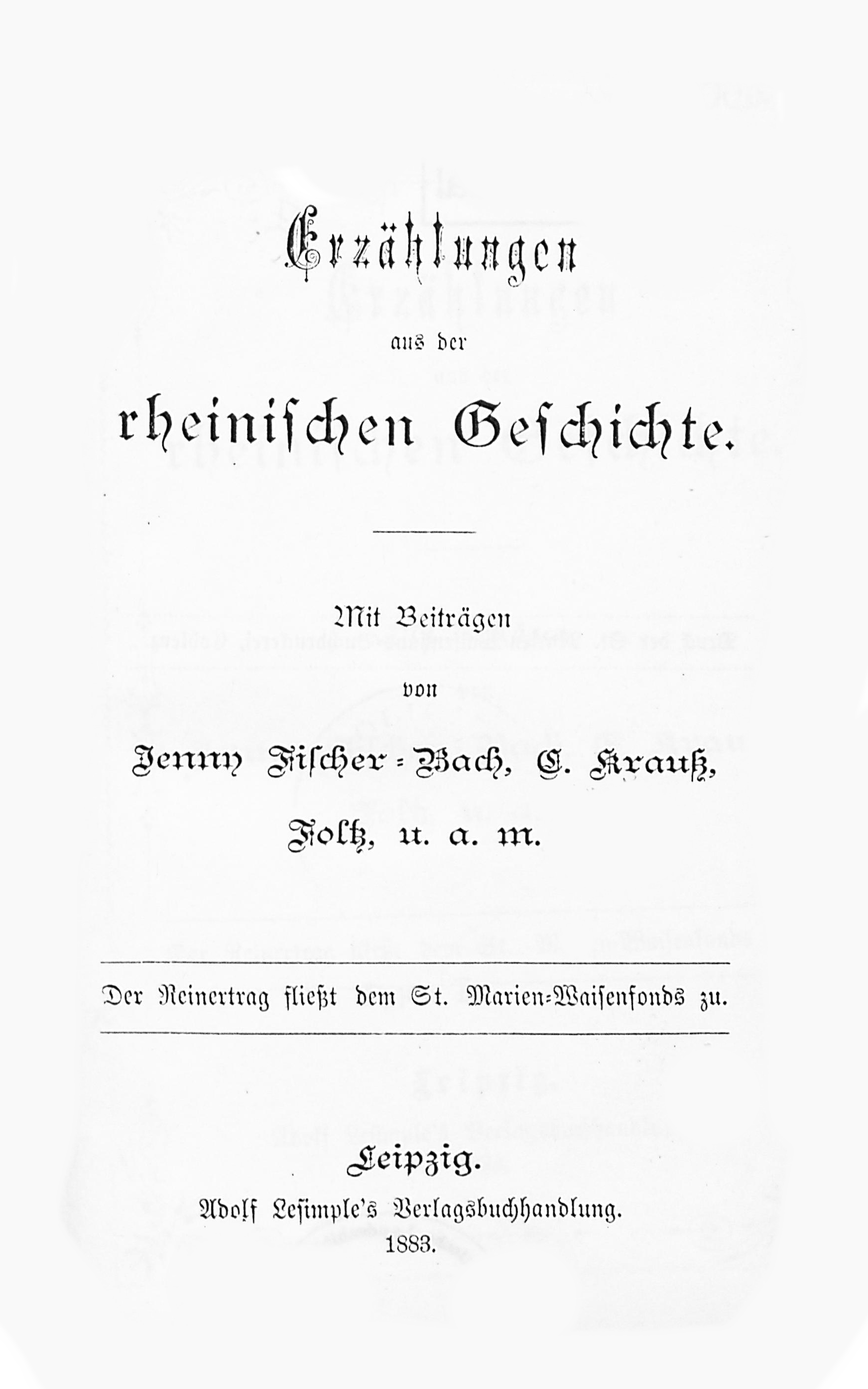
Erzählungen aus der rheinischen Geschichte, verlegt von Adolf Lesimples Verlagsbuchhandlung, Leipzig 1883, Jenny Fischer-Bach

Für eine Bekanntheit der Autorin, zumindest im Raum Hannover, spricht, dass sie 1888 als Jenny Bach in dem Werk Hannoversche Schriftsteller der Gegenwart in Wort und Bild des Verlags Otto erfasst ist. Sie starb 1919 in Hannover.

## Werke (Auswahl)

### Bücher
- Allerlei Körnlein, Fest- u. Gedenkbüchlein. Zwißler, Wolfenbüttel, 1879.
- Der letzte Meisterschuß, 1883
- Die Familie Justin, Glogau, Flemming, 1889.
- Die Klippe der Lahn, 1883,
- Die wahre Treue,  Kaupisch, Leipzig, 1901.
- Erzählungen aus der rheinischen Geschichte, darin drei Jenny-Bach-Beiträge. Lesimple, Leipzig, 1883.
- Frühlingsblumen, Skizzen und Märchen, 1. Auflage, Verlag Julius Zwißler, Braunschweig, 1874.
- Frühlingsblumen, Skizzen und Märchen, mit 1 Titelbild in Farbendruck, 2. Aufl., Wolfenbüttel, 1878, Verlag Julius Zwißler.
- Frühlingsblumen, Novellen und Märchen, im Rahmen der „Deutschen Frauenbibliothek“ des Verlages Zwißler, hier als 3. Band,  Wolfenbüttel, 1883,  Verlag Julius Zwißler.
- Lore-Ley, 1883
- Pflegegeschwister, Braunschweig, 1874,  Verlag Julius Zwißler.
- Die Pflegegeschwister, Wolfenbüttel, 1883,  Verlag Julius Zwißler.
- Tannenburg,  Wolfenbüttel, 1876, Verlag Julius Zwißler.
- Tannenburg, 2. Band,  Wolfenbüttel, 1883, Verlag Julius Zwißler.
- Verwaist, Zwei Novellen, Braunschweig, 1874, Verlag Julius Zwißler.

### In Zeitungen und Zeitschriften
- Aphorismen, in: „Schweizerische Dichterhalle. Blätter für Dichtkunst und Literatur“, hrsg. von Rudolf Fastenrath, Herisau, 1878, Jg. 3., Heft Nr. 9, Seite 141.
- Das Haideröslein, in: „Schweizerische Dichterhalle. Blätter für Dichtkunst und Literatur“, hrsg. von Rudolf Fastenrath, Herisau, 1878
- Die rechte Sühne, Novelle, 1881 Abdruck in mehreren Ausgaben von Kölner Nachrichten, Bensberg-Gladbacher Anzeiger und Heidelberger Familienblätter
- Ein Traum im Teutoburger Walde. Skizze von Jenny Bach (Fischer), in: Des Lehrers Feierabend, Beilage zum Christlichen Schulboten, hrsg. von Karl L. Leimbach. Heft 34, 1884, Seite 265–267